# Czarcia Góra (szczyt)
Czarcia Góra (niem. Höllenberg) – szczyt (712 m n.p.m.) w południowo-zachodniej Polsce, w Sudetach Środkowych.
Szczyt położony w środkowej części Gór Sowich w ramieniu szczytu Szeroka, zbudowany z prekambryjskich paragnejsów i migmatytów, porośnięty lasem bukowym z domieszką świerka. Pomiędzy szczytami wiedzie droga 384 Wolibórz - Dzierżoniów. U podnóża w XVII w. była huta szkła (kolonia Glasshütte). 